# Jeffrey Alexandre Rousseau
Pour l’article homonyme, voir Rousseau.
Jeffrey Alexandre Rousseau (22 décembre 1852-22 juin 1927) est un banquier et homme politique canadien.

## Biographie
Il entame sa carrière politique en servant comme maire de la municipalité de Sainte-Anne-de-la-Pérade de 1890 à 1896 et de 1904 à 1905. Auparavant, il fut major du Bataillon de Champlain et lieutenant-colonel du 4e régiment de Chasseurs canadiens durant les raids féniens.
En 1885, il devient gérant de la banque Jacques-Cartier à Sainte-Anne-de-la-Pérade. La banque fait faillite en 1895. J. A. Rousseau achète cette succursale qu'il nomme la Banque J. A. Rousseau. Cette banque reste en opération jusqu'à sa mort en 1927.
En 1885, il achète également une masion, voisine de la banque. Cette maison est achetée en 1938 par les Frères du Sacré-Cœur pour la transformer en école d'agriculture. En 1967, la maison est vendue à un organisme associé à l'Ordre du Temple solaire.
Élu député du Parti libéral du Canada dans la circonscription fédérale de Champlain en 1900, il est réélu en 1904. Il est défait en 1908 par le conservateur Pierre-Édouard Blondin.

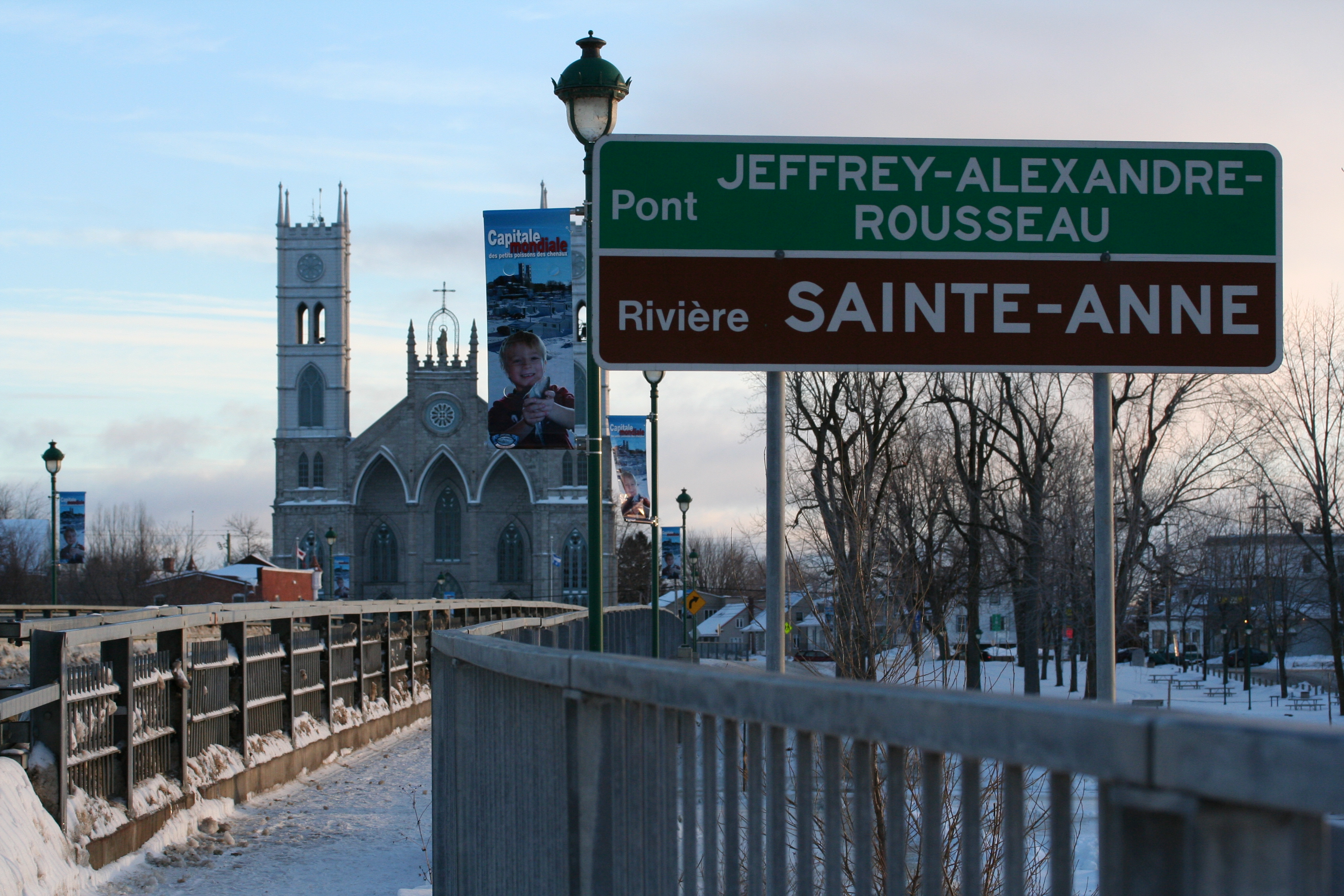
Rivière Sainte-Anne (Les Chenaux) pont Jeffrey-Alexandre-Rousseau, Chemin du Roy, Sainte-Anne-de-la-Pérade, Québec